# طواف بريطانيا 2023
طواف بريطانيا 2023 (بالإنجليزية: 2023 Tour of Britain)‏ هو سباق دراجات هوائية، وهو الموسم التاسع عشر من طواف بريطانيا، وأقيم خلال الفترة من 3 سبتمبر 2023، وحتى 10 سبتمبر 2023 ضمن سباقات سلسلة سباقات الاتحاد الدولي للدراجات للمحترفين 2023.
فاز بالمركز الأول فاوت فان آرت، وفاز بالمركز الثاني توبياس هالاند يوهانسن، وفاز بالمركز الثالث داميان هاوسون، وفاز في ترتيب النقاط للشباب ماغنوس شيفيلد، وفاز في ترتيب الفرق 2023 Q36.5 Pro Cycling Team ‏، وفاز بمركز أفضل مقاتل Abram Stockman ‏، وفاز في ترتيب النقاط Olav Kooij ‏، وفاز في تصنيف الجبال James Fouché ‏.

## الفرق
| فرق عالمية (5)- Bora-Hansgrohe - Ineos Grenadiers - Jumbo-Visma - Movistar Team - Team DSM-Firmenich فرق برو (6)- بنجوال باوليز ساوكس دبليو بي ‏ - بولتون إكوتيز بلاك سبوك برو سايكلنج 2023 ‏ - Equipo Kern Pharma ‏ - Q36.5 Pro Cycling Team ‏ - سبورت فلاندرين بالويس ‏ - أونو اكس برو سايكلنج تيم 2023 ‏ فرق قارية (4)- Global 6 United ‏ - Saint Piran (cycling team) ‏ - Unibet Tietema Rockets ‏ - ترينيتي رود ريسينغ 2023 ‏ فريق وطني- فريق المملكة المتحدة لركوب الدراجات للرجال ‏ |  |
| |  |

## المراحل
| قائمة المراحل | قائمة المراحل | قائمة المراحل                      | قائمة المراحل | قائمة المراحل | قائمة المراحل | قائمة المراحل        | قائمة المراحل |
| المرحلة       | التاريخ       | الدورة                             |               | المسافة (كم)  | الارتفاع      | الفائز بالمرحلة      | القائد العام  |
| ------------- | ------------- | ---------------------------------- | ------------- | ------------- | ------------- | -------------------- | ------------- |
| المرحلة 1     | 3 سبتمبر      | آلترنكهام – مانشستر                | مرحلة التلال  | 163٫3         | 2٬032 م       | Olav Kooij ‏          | Olav Kooij ‏   |
| المرحلة 2     | 4 سبتمبر      | ورکسام – ورکسام                    | مرحلة مستوية  | 109٫9         | 830 م         | Olav Kooij ‏          | Olav Kooij ‏   |
| المرحلة 3     | 5 سبتمبر      | جوول – Beverley ‏                   | مرحلة مستوية  | 154٫7         | 699 م         | Olav Kooij ‏          | Olav Kooij ‏   |
| المرحلة 4     | 6 سبتمبر      | غابة شيروود – Newark-on-Trent ‏     | مرحلة التلال  | 166٫6         | 975 م         | Olav Kooij ‏          | Olav Kooij ‏   |
| المرحلة 5     | 7 سبتمبر      | فيليكسستو – فيليكسستو              | مرحلة مستوية  | 192٫4         | 1٬000 م       | فاوت فان آرت         | فاوت فان آرت  |
| المرحلة 6     | 8 سبتمبر      | ساوثند أون سي – هارلو              | مرحلة مستوية  | 146٫2         | 850 م         | داني فان بوبيل       | فاوت فان آرت  |
| المرحلة 7     | 9 سبتمبر      | Tewkesbury ‏ – غلوستر               | مرحلة التلال  | 170٫9         | 1٬865 م       | راسموس تيلر          | فاوت فان آرت  |
| المرحلة 8     | 10 سبتمبر     | Margam Country Park ‏ – Caerphilly ‏ | مرحلة التلال  | 166٫8         | 2٬525 م       | كارلوس رودريغيز كانو | فاوت فان آرت  |

## النتيجة

### مرحلة 1
هي مرحلة جبلية، أقيمت في 3 سبتمبر 2023، وامتدّت لمسافة 163.3 كيلومتر. فاز بالمركز الأول، وتصدر ترتيب النقاط وترتيب النقاط للشباب والترتيب العام في نهاية المرحلة Olav Kooij ‏، وتصدر تصنيف القتال Harry Tanfield ‏، وتصدر ترتيب التسلق James Fouché ‏، وتصدر ترتيب الفرق أونو اكس برو سايكلنج تيم 2023 ‏.
| التصنيف العام         | التصنيف العام   | التصنيف العام                               | التصنيف العام | التصنيف العام |
| العداء                | العداء          | الفريق                                      | الوقت         |               |
| --------------------- | --------------- | ------------------------------------------- | ------------- | ------------- |
| 1                     | Olav Kooij ‏     | Jumbo-Visma                                 | 3 س 51 د 02 ث |               |
| 2                     | فاوت فان آرت    | Jumbo-Visma                                 | + 0 ث         |               |
| 3                     | سام بينيت       | بورا هانسغروه                               | + 0 ث         |               |
| 4                     | ماكس كانتر      | موفيستار                                    | + 0 ث         |               |
| 5                     | Ethan Vernon ‏   | فريق المملكة المتحدة لركوب الدراجات للرجال ‏ | + 0 ث         |               |
| 6                     | Stian Fredheim ‏ | أونو اكس برو سايكلنج تيم ‏                   | + 0 ث         |               |
| 7                     | Davide Bomboi ‏  | Unibet Tietema Rockets ‏                     | + 0 ث         |               |
| 8                     | داني فان بوبيل  | بورا هانسغروه                               | + 0 ث         |               |
| 9                     | غونزالو سيرانو  | موفيستار                                    | + 0 ث         |               |
| 10                    | روري تاونسند ‏   | بلاك سبوك برو سايكلنج ‏                      | + 0 ث         |               |
|                       |                 |                                             |               |               |
| مصدر: ProCyclingStats |                 |                                             |               |               |

### مرحلة 2
هي مرحلة مستوية، أقيمت في 4 سبتمبر 2023، وامتدّت لمسافة 109.9 كيلومتر. فاز بالمركز الأول، وتصدر ترتيب النقاط وترتيب النقاط للشباب والترتيب العام في نهاية المرحلة Olav Kooij ‏، وتصدر ترتيب الفرق بورا–هانسغروه 2023 ‏، وتصدر ترتيب التسلق James Fouché ‏، وتصدر تصنيف القتال Abram Stockman ‏.
| التصنيف العام         | التصنيف العام   | التصنيف العام                               | التصنيف العام | التصنيف العام |
| العداء                | العداء          | الفريق                                      | الوقت         |               |
| --------------------- | --------------- | ------------------------------------------- | ------------- | ------------- |
| 1                     | Olav Kooij ‏     | Jumbo-Visma                                 | 6 س 13 د 53 ث |               |
| 2                     | فاوت فان آرت    | Jumbo-Visma                                 | + 0 ث         |               |
| 3                     | سام بينيت       | بورا هانسغروه                               | + 0 ث         |               |
| 4                     | ماكس كانتر      | موفيستار                                    | + 0 ث         |               |
| 5                     | داني فان بوبيل  | بورا هانسغروه                               | + 0 ث         |               |
| 6                     | Ethan Vernon ‏   | فريق المملكة المتحدة لركوب الدراجات للرجال ‏ | + 0 ث         |               |
| 7                     | Stian Fredheim ‏ | أونو اكس برو سايكلنج تيم ‏                   | + 0 ث         |               |
| 8                     | Davide Bomboi ‏  | Unibet Tietema Rockets ‏                     | + 0 ث         |               |
| 9                     | توم بيدكوك      | Ineos Grenadiers                            | + 0 ث         |               |
| 10                    | غونزالو سيرانو  | موفيستار                                    | + 0 ث         |               |
|                       |                 |                                             |               |               |
| مصدر: ProCyclingStats |                 |                                             |               |               |

### مرحلة 3
هي مرحلة مستوية، أقيمت في 5 سبتمبر 2023، وامتدّت لمسافة 154.7 كيلومتر. فاز بالمركز الأول، وتصدر ترتيب النقاط وترتيب النقاط للشباب والترتيب العام في نهاية المرحلة Olav Kooij ‏، وتصدر تصنيف القتال Nícolas Sessler ‏، وتصدر ترتيب التسلق James Fouché ‏، وتصدر ترتيب الفرق أونو اكس برو سايكلنج تيم 2023 ‏.
| التصنيف العام         | التصنيف العام  | التصنيف العام                               | التصنيف العام | التصنيف العام |
| العداء                | العداء         | الفريق                                      | الوقت         |               |
| --------------------- | -------------- | ------------------------------------------- | ------------- | ------------- |
| 1                     | Olav Kooij ‏    | Jumbo-Visma                                 | 9 س 39 د 51 ث |               |
| 2                     | داني فان بوبيل | بورا هانسغروه                               | + 0 ث         |               |
| 3                     | ماكس كانتر     | موفيستار                                    | + 0 ث         |               |
| 4                     | Ethan Vernon ‏  | فريق المملكة المتحدة لركوب الدراجات للرجال ‏ | + 0 ث         |               |
| 5                     | فاوت فان آرت   | Jumbo-Visma                                 | + 0 ث         |               |
| 6                     | Davide Bomboi ‏ | Unibet Tietema Rockets ‏                     | + 0 ث         |               |
| 7                     | توم بيدكوك     | Ineos Grenadiers                            | + 0 ث         |               |
| 8                     | غونزالو سيرانو | موفيستار                                    | + 0 ث         |               |
| 9                     | راسموس تيلر    | أونو اكس برو سايكلنج تيم ‏                   | + 0 ث         |               |
| 10                    | روري تاونسند ‏  | بلاك سبوك برو سايكلنج ‏                      | + 0 ث         |               |
|                       |                |                                             |               |               |
| مصدر: ProCyclingStats |                |                                             |               |               |

### مرحلة 4
هي مرحلة جبلية، أقيمت في 6 سبتمبر 2023، وامتدّت لمسافة 166.6 كيلومتر. فاز بالمركز الأول، وتصدر الترتيب العام في نهاية المرحلة وترتيب النقاط وترتيب النقاط للشباب Olav Kooij ‏، وتصدر تصنيف القتال Harry Tanfield ‏، وتصدر ترتيب التسلق James Fouché ‏، وتصدر ترتيب الفرق أونو اكس برو سايكلنج تيم 2023 ‏.
| التصنيف العام         | التصنيف العام    | التصنيف العام                               | التصنيف العام  | التصنيف العام |
| العداء                | العداء           | الفريق                                      | الوقت          |               |
| --------------------- | ---------------- | ------------------------------------------- | -------------- | ------------- |
| 1                     | Olav Kooij ‏      | Jumbo-Visma                                 | 13 س 25 د 31 ث |               |
| 2                     | Ethan Vernon ‏    | فريق المملكة المتحدة لركوب الدراجات للرجال ‏ | + 0 ث          |               |
| 3                     | ماكس كانتر       | موفيستار                                    | + 0 ث          |               |
| 4                     | فاوت فان آرت     | Jumbo-Visma                                 | + 0 ث          |               |
| 5                     | Davide Bomboi ‏   | Unibet Tietema Rockets ‏                     | + 0 ث          |               |
| 6                     | داني فان بوبيل   | بورا هانسغروه                               | + 0 ث          |               |
| 7                     | توم بيدكوك       | Ineos Grenadiers                            | + 0 ث          |               |
| 8                     | Casper van Uden ‏ | Team DSM-Firmenich                          | + 0 ث          |               |
| 9                     | غونزالو سيرانو   | موفيستار                                    | + 0 ث          |               |
| 10                    | روري تاونسند ‏    | بلاك سبوك برو سايكلنج ‏                      | + 0 ث          |               |
|                       |                  |                                             |                |               |
| مصدر: ProCyclingStats |                  |                                             |                |               |

### مرحلة 5
هي مرحلة مستوية، أقيمت في 7 سبتمبر 2023، وامتدّت لمسافة 192.4 كيلومتر. فاز بالمركز الأول، وتصدر تصنيف القتال والترتيب العام في نهاية المرحلة فاوت فان آرت، وتصدر ترتيب الفرق أونو اكس برو سايكلنج تيم 2023 ‏، وتصدر ترتيب التسلق James Fouché ‏، وتصدر ترتيب النقاط وترتيب النقاط للشباب Olav Kooij ‏.
| التصنيف العام         | التصنيف العام    | التصنيف العام                               | التصنيف العام  | التصنيف العام |
| العداء                | العداء           | الفريق                                      | الوقت          |               |
| --------------------- | ---------------- | ------------------------------------------- | -------------- | ------------- |
| 1                     | فاوت فان آرت     | Jumbo-Visma                                 | 17 س 45 د 36 ث |               |
| 2                     | Ethan Vernon ‏    | فريق المملكة المتحدة لركوب الدراجات للرجال ‏ | + 3 ث          |               |
| 3                     | ماكس كانتر       | موفيستار                                    | + 3 ث          |               |
| 4                     | Olav Kooij ‏      | Jumbo-Visma                                 | + 3 ث          |               |
| 5                     | Davide Bomboi ‏   | Unibet Tietema Rockets ‏                     | + 3 ث          |               |
| 6                     | داني فان بوبيل   | بورا هانسغروه                               | + 3 ث          |               |
| 7                     | توم بيدكوك       | Ineos Grenadiers                            | + 3 ث          |               |
| 8                     | Casper van Uden ‏ | Team DSM-Firmenich                          | + 3 ث          |               |
| 9                     | غونزالو سيرانو   | موفيستار                                    | + 3 ث          |               |
| 10                    | Davide Persico ‏  | بنجوال باوليز ساوكس دبليو بي ‏               | + 3 ث          |               |
|                       |                  |                                             |                |               |
| مصدر: ProCyclingStats |                  |                                             |                |               |

### مرحلة 6
هي مرحلة مستوية، أقيمت في 8 سبتمبر 2023، وامتدّت لمسافة 146.2 كيلومتر. فاز بالمركز الأول داني فان بوبل، وتصدر ترتيب الفرق أونو اكس برو سايكلنج تيم 2023 ‏، وتصدر تصنيف القتال Abram Stockman ‏، وتصدر الترتيب العام في نهاية المرحلة فاوت فان آرت، وتصدر ترتيب التسلق James Fouché ‏، وتصدر ترتيب النقاط وترتيب النقاط للشباب Olav Kooij ‏.
| التصنيف العام         | التصنيف العام    | التصنيف العام                               | التصنيف العام  | التصنيف العام |
| العداء                | العداء           | الفريق                                      | الوقت          |               |
| --------------------- | ---------------- | ------------------------------------------- | -------------- | ------------- |
| 1                     | فاوت فان آرت     | Jumbo-Visma                                 | 21 س 00 د 10 ث |               |
| 2                     | Ethan Vernon ‏    | فريق المملكة المتحدة لركوب الدراجات للرجال ‏ | + 3 ث          |               |
| 3                     | Olav Kooij ‏      | Jumbo-Visma                                 | + 3 ث          |               |
| 4                     | داني فان بوبيل   | بورا هانسغروه                               | + 3 ث          |               |
| 5                     | توم بيدكوك       | Ineos Grenadiers                            | + 3 ث          |               |
| 6                     | Davide Bomboi ‏   | Unibet Tietema Rockets ‏                     | + 3 ث          |               |
| 7                     | Casper van Uden ‏ | Team DSM-Firmenich                          | + 3 ث          |               |
| 8                     | Davide Persico ‏  | بنجوال باوليز ساوكس دبليو بي ‏               | + 3 ث          |               |
| 9                     | غونزالو سيرانو   | موفيستار                                    | + 3 ث          |               |
| 10                    | ماكس كانتر       | موفيستار                                    | + 3 ث          |               |
|                       |                  |                                             |                |               |
| مصدر: ProCyclingStats |                  |                                             |                |               |

### مرحلة 7
هي مرحلة جبلية، أقيمت في 9 سبتمبر 2023، وامتدّت لمسافة 170.9 كيلومتر. فاز بالمركز الأول راسموس تيلر، وتصدر ترتيب الفرق أونو اكس برو سايكلنج تيم 2023 ‏، وتصدر تصنيف القتال بن تورنر، وتصدر ترتيب النقاط للشباب ماغنوس شيفيلد، وتصدر ترتيب النقاط Olav Kooij ‏، وتصدر ترتيب التسلق James Fouché ‏، وتصدر الترتيب العام في نهاية المرحلة فاوت فان آرت.
| التصنيف العام         | التصنيف العام         | التصنيف العام                               | التصنيف العام  | التصنيف العام |
| العداء                | العداء                | الفريق                                      | الوقت          |               |
| --------------------- | --------------------- | ------------------------------------------- | -------------- | ------------- |
| 1                     | فاوت فان آرت          | Jumbo-Visma                                 | 24 س 51 د 03 ث |               |
| 2                     | داني فان بوبيل        | بورا هانسغروه                               | + 3 ث          |               |
| 3                     | راسموس تيلر           | أونو اكس برو سايكلنج تيم ‏                   | + 3 ث          |               |
| 4                     | توبياس هالاند يوهانسن | أونو اكس برو سايكلنج تيم ‏                   | + 3 ث          |               |
| 5                     | داميان هاوسون         | Q36.5 Pro Cycling Team ‏                     | + 3 ث          |               |
| 6                     | ماغنوس شيفيلد         | Ineos Grenadiers                            | + 3 ث          |               |
| 7                     | مارك دونوفان          | Q36.5 Pro Cycling Team ‏                     | + 3 ث          |               |
| 8                     | ستيفن وليامز          | فريق المملكة المتحدة لركوب الدراجات للرجال ‏ | + 3 ث          |               |
| 9                     | Zeb Kyffin ‏           | Saint Piran (cycling team) ‏                 | + 3 ث          |               |
| 10                    | غريغور مولبرغر        | موفيستار                                    | + 3 ث          |               |
|                       |                       |                                             |                |               |
| مصدر: ProCyclingStats |                       |                                             |                |               |

### مرحلة 8
هي مرحلة جبلية، أقيمت في 10 سبتمبر 2023، وامتدّت لمسافة 166.8 كيلومتر. فاز بالمركز الأول كارلوس رودريغيز كانو، وتصدر ترتيب الفرق 2023 Q36.5 Pro Cycling Team ‏، وتصدر ترتيب النقاط للشباب ماغنوس شيفيلد، وتصدر ترتيب التسلق James Fouché ‏، وتصدر ترتيب النقاط Olav Kooij ‏، وتصدر الترتيب العام في نهاية المرحلة فاوت فان آرت.

## المشاركون
| Movistar Team MOV | Movistar Team MOV     | Movistar Team MOV |
| ----------------- | --------------------- | ----------------- |
| م                 | عداء                  | مرتبة             |
| 1                 | غونزالو سيرانو        | 19                |
| 2                 | فرناندو جافيريا       | لم يكمل السباق-6  |
| 3                 | كارلوس فيرونا         | 72                |
| 4                 | ماكس كانتر            | لم يكمل السباق-7  |
| 5                 | غريغور مولبرغر (طريق) | 7                 |
| 6                 | أوسكار رودريغيز       | 45                |

| Ineos Grenadiers IGD | Ineos Grenadiers IGD | Ineos Grenadiers IGD |
| -------------------- | -------------------- | -------------------- |
| م                    | عداء                 | مرتبة                |
| 11                   | توم بيدكوك           | لم يبدأ-7            |
| 12                   | كارلوس رودريغيز كانو | 10                   |
| 13                   | لوقا رو              | 55                   |
| 14                   | كونور سويفت          | 36                   |
| 15                   | ماغنوس شيفيلد        | 4                    |
| 16                   | بن تورنر             | 38                   |

| بنجوال باوليز ساوكس دبليو بي ‏ BWB | بنجوال باوليز ساوكس دبليو بي ‏ BWB | بنجوال باوليز ساوكس دبليو بي ‏ BWB |
| --------------------------------- | --------------------------------- | --------------------------------- |
| م                                 | عداء                              | مرتبة                             |
| 21                                | فلوريس دي تير                     | 41                                |
| 22                                | Johan Meens ‏                      | 26                                |
| 23                                | Davide Persico ‏                   | 64                                |
| 24                                | Dimitri Peyskens ‏                 | 32                                |
| 25                                | Lennert Teugels ‏                  | 15                                |
| 26                                | Alexander Salby ‏                  | لم يبدأ-7                         |

| فريق المملكة المتحدة لركوب الدراجات للرجال ‏ GBR | فريق المملكة المتحدة لركوب الدراجات للرجال ‏ GBR | فريق المملكة المتحدة لركوب الدراجات للرجال ‏ GBR |
| ----------------------------------------------- | ----------------------------------------------- | ----------------------------------------------- |
| م                                               | عداء                                            | مرتبة                                           |
| 31                                              | Ethan Vernon ‏                                   | 24                                              |
| 32                                              | Jack Brough‏                                     | 74                                              |
| 33                                              | Joshua Giddings (cyclist) ‏                      | لم يكمل السباق-8                                |
| 34                                              | Noah Hobbs ‏                                     | 66                                              |
| 35                                              | أوليفر وود                                      | 73                                              |
| 36                                              | ستيفن وليامز                                    | 14                                              |

| Bora-Hansgrohe BOH | Bora-Hansgrohe BOH | Bora-Hansgrohe BOH |
| ------------------ | ------------------ | ------------------ |
| م                  | عداء               | مرتبة              |
| 41                 | سام بينيت          | لم يكمل السباق-8   |
| 42                 | ريان مولين         | 47                 |
| 43                 | Nils Politt ‏       | 9                  |
| 44                 | Matt Walls ‏        | 60                 |
| 45                 | Ide Schelling ‏     | 65                 |
| 46                 | داني فان بوبيل     | 11                 |

| بلاك سبوك برو سايكلنج ‏ BEB | بلاك سبوك برو سايكلنج ‏ BEB | بلاك سبوك برو سايكلنج ‏ BEB |
| -------------------------- | -------------------------- | -------------------------- |
| م                          | عداء                       | مرتبة                      |
| 51                         | جاكوب سكوت ‏                | 57                         |
| 52                         | ماثيو بوستوك               | 61                         |
| 53                         | James Fouché ‏              | 53                         |
| 54                         | ريان كريستنسن              | لم يبدأ-7                  |
| 55                         | مارك ستيوارت               | 16                         |
| 56                         | روري تاونسند ‏              | لم يبدأ-8                  |

| Global 6 United ‏ GLC | Global 6 United ‏ GLC | Global 6 United ‏ GLC |
| -------------------- | -------------------- | -------------------- |
| م                    | عداء                 | مرتبة                |
| 61                   | Nícolas Sessler ‏     | 22                   |
| 62                   | Giacomo Ballabio ‏    | 25                   |
| 63                   | Tomoya Koyama‏        | لم يكمل السباق-7     |
| 64                   | Evan Russell ‏        | 49                   |
| 65                   | Callum Ormiston ‏     | 71                   |
| 66                   | Tom Wirtgen ‏         | 70                   |

| Jumbo-Visma TJV | Jumbo-Visma TJV       | Jumbo-Visma TJV  |
| --------------- | --------------------- | ---------------- |
| م               | عداء                  | مرتبة            |
| 71              | فاوت فان آرت          | 1                |
| 72              | Edoardo Affini ‏       | 62               |
| 73              | ستيفن كرويسفيك        | 52               |
| 74              | Olav Kooij ‏           | 48               |
| 75              | جوس فان امدن          | لم يكمل السباق-8 |
| 76              | Nathan Van Hooydonck ‏ | 43               |

| Equipo Kern Pharma ‏ EKP | Equipo Kern Pharma ‏ EKP | Equipo Kern Pharma ‏ EKP |
| ----------------------- | ----------------------- | ----------------------- |
| م                       | عداء                    | مرتبة                   |
| 81                      | Roger Adrià ‏            | 13                      |
| 82                      | Igor Arrieta ‏           | 17                      |
| 83                      | Iñigo Elosegui ‏         | 31                      |
| 84                      | José Félix Parra ‏       | 18                      |
| 85                      | Ibon Ruiz ‏              | 59                      |
| 86                      | Danny van der Tuuk ‏     | لم يكمل السباق-8        |

| Saint Piran (cycling team) ‏ SPC | Saint Piran (cycling team) ‏ SPC | Saint Piran (cycling team) ‏ SPC |
| ------------------------------- | ------------------------------- | ------------------------------- |
| م                               | عداء                            | مرتبة                           |
| 91                              | Alexandar Richardson ‏           | لم يكمل السباق-8                |
| 92                              | Harry Birchill ‏                 | لم يكمل السباق-8                |
| 93                              | Finn Crockett ‏                  | 30                              |
| 94                              | Zeb Kyffin ‏                     | 6                               |
| 95                              | Jack Rootkin-Gray ‏              | 34                              |
| 96                              | William Tidball ‏                | 63                              |

| Team DSM-Firmenich DSM | Team DSM-Firmenich DSM | Team DSM-Firmenich DSM |
| ---------------------- | ---------------------- | ---------------------- |
| م                      | عداء                   | مرتبة                  |
| 101                    | Tobias Lund Andresen ‏  | 67                     |
| 102                    | باتريك بيفن            | 42                     |
| 103                    | Enzo Leijnse ‏          | 75                     |
| 104                    | Niklas Märkl ‏          | 44                     |
| 105                    | Tim Naberman ‏          | 54                     |
| 106                    | Casper van Uden ‏       | 28                     |

| Q36.5 Pro Cycling Team ‏ Q36 | Q36.5 Pro Cycling Team ‏ Q36 | Q36.5 Pro Cycling Team ‏ Q36 |
| --------------------------- | --------------------------- | --------------------------- |
| م                           | عداء                        | مرتبة                       |
| 111                         | مارك دونوفان                | 5                           |
| 112                         | داميان هاوسون               | 3                           |
| 113                         | Kamil Małecki ‏              | 58                          |
| 114                         | Nicolò Parisini ‏            | 27                          |
| 115                         | Joey Rosskopf ‏              | 23                          |
| 116                         | Szymon Sajnok ‏              | 51                          |

| Unibet Tietema Rockets ‏ TDT | Unibet Tietema Rockets ‏ TDT | Unibet Tietema Rockets ‏ TDT |
| --------------------------- | --------------------------- | --------------------------- |
| م                           | عداء                        | مرتبة                       |
| 121                         | Harry Tanfield ‏             | لم يكمل السباق-8            |
| 122                         | Joren Bloem ‏                | لم يكمل السباق-8            |
| 123                         | Davide Bomboi ‏              | لم يكمل السباق-7            |
| 124                         | Martijn Budding ‏            | لم يكمل السباق-1            |
| 125                         | Abram Stockman ‏             | 37                          |
| 126                         | Hartthijs de Vries ‏         | 46                          |

| سبورت فلاندرين بالويس ‏ TFB | سبورت فلاندرين بالويس ‏ TFB | سبورت فلاندرين بالويس ‏ TFB |
| -------------------------- | -------------------------- | -------------------------- |
| م                          | عداء                       | مرتبة                      |
| 131                        | Kamiel Bonneu ‏             | 8                          |
| 132                        | Sander De Pestel ‏          | 33                         |
| 133                        | Milan Fretin ‏              | لم يكمل السباق-7           |
| 134                        | Elias Maris ‏               | 35                         |
| 135                        | Ward Vanhoof ‏              | لم يبدأ-2                  |
| 136                        | أليكس كولمان ‏              | لم يكمل السباق-8           |

| ترينيتي رود ريسينغ ‏ TRI | ترينيتي رود ريسينغ ‏ TRI  | ترينيتي رود ريسينغ ‏ TRI |
| ----------------------- | ------------------------ | ----------------------- |
| م                       | عداء                     | مرتبة                   |
| 141                     | Luke Lamperti ‏           | 40                      |
| 142                     | Bob Donaldson (cyclist) ‏ | 29                      |
| 143                     | Liam Johnston‏            | لم يكمل السباق-8        |
| 144                     | Paul Magnier ‏            | 20                      |
| 145                     | Oliver Rees‏              | 56                      |
| 146                     | Max Walker (cyclist) ‏    | 50                      |

| أونو-إكس موبيليتي ‏ UXT | أونو-إكس موبيليتي ‏ UXT   | أونو-إكس موبيليتي ‏ UXT |
| ---------------------- | ------------------------ | ---------------------- |
| م                      | عداء                     | مرتبة                  |
| 151                    | Stian Fredheim ‏          | 68                     |
| 152                    | Fredrik Dversnes ‏ (طريق) | 39                     |
| 153                    | Tord Gudmestad ‏          | 69                     |
| 154                    | توبياس هالاند يوهانسن    | 2                      |
| 155                    | راسموس تيلر              | 12                     |
| 156                    | Martin Urianstad ‏        | 21                     |

| Movistar Team MOV | Movistar Team MOV     | Movistar Team MOV |
| ----------------- | --------------------- | ----------------- |
| م                 | عداء                  | مرتبة             |
| 1                 | غونزالو سيرانو        | 19                |
| 2                 | فرناندو جافيريا       | لم يكمل السباق-6  |
| 3                 | كارلوس فيرونا         | 72                |
| 4                 | ماكس كانتر            | لم يكمل السباق-7  |
| 5                 | غريغور مولبرغر (طريق) | 7                 |
| 6                 | أوسكار رودريغيز       | 45                |

| Ineos Grenadiers IGD | Ineos Grenadiers IGD | Ineos Grenadiers IGD |
| -------------------- | -------------------- | -------------------- |
| م                    | عداء                 | مرتبة                |
| 11                   | توم بيدكوك           | لم يبدأ-7            |
| 12                   | كارلوس رودريغيز كانو | 10                   |
| 13                   | لوقا رو              | 55                   |
| 14                   | كونور سويفت          | 36                   |
| 15                   | ماغنوس شيفيلد        | 4                    |
| 16                   | بن تورنر             | 38                   |

| بنجوال باوليز ساوكس دبليو بي ‏ BWB | بنجوال باوليز ساوكس دبليو بي ‏ BWB | بنجوال باوليز ساوكس دبليو بي ‏ BWB |
| --------------------------------- | --------------------------------- | --------------------------------- |
| م                                 | عداء                              | مرتبة                             |
| 21                                | فلوريس دي تير                     | 41                                |
| 22                                | Johan Meens ‏                      | 26                                |
| 23                                | Davide Persico ‏                   | 64                                |
| 24                                | Dimitri Peyskens ‏                 | 32                                |
| 25                                | Lennert Teugels ‏                  | 15                                |
| 26                                | Alexander Salby ‏                  | لم يبدأ-7                         |

| فريق المملكة المتحدة لركوب الدراجات للرجال ‏ GBR | فريق المملكة المتحدة لركوب الدراجات للرجال ‏ GBR | فريق المملكة المتحدة لركوب الدراجات للرجال ‏ GBR |
| ----------------------------------------------- | ----------------------------------------------- | ----------------------------------------------- |
| م                                               | عداء                                            | مرتبة                                           |
| 31                                              | Ethan Vernon ‏                                   | 24                                              |
| 32                                              | Jack Brough‏                                     | 74                                              |
| 33                                              | Joshua Giddings (cyclist) ‏                      | لم يكمل السباق-8                                |
| 34                                              | Noah Hobbs ‏                                     | 66                                              |
| 35                                              | أوليفر وود                                      | 73                                              |
| 36                                              | ستيفن وليامز                                    | 14                                              |

| Bora-Hansgrohe BOH | Bora-Hansgrohe BOH | Bora-Hansgrohe BOH |
| ------------------ | ------------------ | ------------------ |
| م                  | عداء               | مرتبة              |
| 41                 | سام بينيت          | لم يكمل السباق-8   |
| 42                 | ريان مولين         | 47                 |
| 43                 | Nils Politt ‏       | 9                  |
| 44                 | Matt Walls ‏        | 60                 |
| 45                 | Ide Schelling ‏     | 65                 |
| 46                 | داني فان بوبيل     | 11                 |

| بلاك سبوك برو سايكلنج ‏ BEB | بلاك سبوك برو سايكلنج ‏ BEB | بلاك سبوك برو سايكلنج ‏ BEB |
| -------------------------- | -------------------------- | -------------------------- |
| م                          | عداء                       | مرتبة                      |
| 51                         | جاكوب سكوت ‏                | 57                         |
| 52                         | ماثيو بوستوك               | 61                         |
| 53                         | James Fouché ‏              | 53                         |
| 54                         | ريان كريستنسن              | لم يبدأ-7                  |
| 55                         | مارك ستيوارت               | 16                         |
| 56                         | روري تاونسند ‏              | لم يبدأ-8                  |

| Global 6 United ‏ GLC | Global 6 United ‏ GLC | Global 6 United ‏ GLC |
| -------------------- | -------------------- | -------------------- |
| م                    | عداء                 | مرتبة                |
| 61                   | Nícolas Sessler ‏     | 22                   |
| 62                   | Giacomo Ballabio ‏    | 25                   |
| 63                   | Tomoya Koyama‏        | لم يكمل السباق-7     |
| 64                   | Evan Russell ‏        | 49                   |
| 65                   | Callum Ormiston ‏     | 71                   |
| 66                   | Tom Wirtgen ‏         | 70                   |

| Jumbo-Visma TJV | Jumbo-Visma TJV       | Jumbo-Visma TJV  |
| --------------- | --------------------- | ---------------- |
| م               | عداء                  | مرتبة            |
| 71              | فاوت فان آرت          | 1                |
| 72              | Edoardo Affini ‏       | 62               |
| 73              | ستيفن كرويسفيك        | 52               |
| 74              | Olav Kooij ‏           | 48               |
| 75              | جوس فان امدن          | لم يكمل السباق-8 |
| 76              | Nathan Van Hooydonck ‏ | 43               |

| Equipo Kern Pharma ‏ EKP | Equipo Kern Pharma ‏ EKP | Equipo Kern Pharma ‏ EKP |
| ----------------------- | ----------------------- | ----------------------- |
| م                       | عداء                    | مرتبة                   |
| 81                      | Roger Adrià ‏            | 13                      |
| 82                      | Igor Arrieta ‏           | 17                      |
| 83                      | Iñigo Elosegui ‏         | 31                      |
| 84                      | José Félix Parra ‏       | 18                      |
| 85                      | Ibon Ruiz ‏              | 59                      |
| 86                      | Danny van der Tuuk ‏     | لم يكمل السباق-8        |

| Saint Piran (cycling team) ‏ SPC | Saint Piran (cycling team) ‏ SPC | Saint Piran (cycling team) ‏ SPC |
| ------------------------------- | ------------------------------- | ------------------------------- |
| م                               | عداء                            | مرتبة                           |
| 91                              | Alexandar Richardson ‏           | لم يكمل السباق-8                |
| 92                              | Harry Birchill ‏                 | لم يكمل السباق-8                |
| 93                              | Finn Crockett ‏                  | 30                              |
| 94                              | Zeb Kyffin ‏                     | 6                               |
| 95                              | Jack Rootkin-Gray ‏              | 34                              |
| 96                              | William Tidball ‏                | 63                              |

| Team DSM-Firmenich DSM | Team DSM-Firmenich DSM | Team DSM-Firmenich DSM |
| ---------------------- | ---------------------- | ---------------------- |
| م                      | عداء                   | مرتبة                  |
| 101                    | Tobias Lund Andresen ‏  | 67                     |
| 102                    | باتريك بيفن            | 42                     |
| 103                    | Enzo Leijnse ‏          | 75                     |
| 104                    | Niklas Märkl ‏          | 44                     |
| 105                    | Tim Naberman ‏          | 54                     |
| 106                    | Casper van Uden ‏       | 28                     |

| Q36.5 Pro Cycling Team ‏ Q36 | Q36.5 Pro Cycling Team ‏ Q36 | Q36.5 Pro Cycling Team ‏ Q36 |
| --------------------------- | --------------------------- | --------------------------- |
| م                           | عداء                        | مرتبة                       |
| 111                         | مارك دونوفان                | 5                           |
| 112                         | داميان هاوسون               | 3                           |
| 113                         | Kamil Małecki ‏              | 58                          |
| 114                         | Nicolò Parisini ‏            | 27                          |
| 115                         | Joey Rosskopf ‏              | 23                          |
| 116                         | Szymon Sajnok ‏              | 51                          |

| Unibet Tietema Rockets ‏ TDT | Unibet Tietema Rockets ‏ TDT | Unibet Tietema Rockets ‏ TDT |
| --------------------------- | --------------------------- | --------------------------- |
| م                           | عداء                        | مرتبة                       |
| 121                         | Harry Tanfield ‏             | لم يكمل السباق-8            |
| 122                         | Joren Bloem ‏                | لم يكمل السباق-8            |
| 123                         | Davide Bomboi ‏              | لم يكمل السباق-7            |
| 124                         | Martijn Budding ‏            | لم يكمل السباق-1            |
| 125                         | Abram Stockman ‏             | 37                          |
| 126                         | Hartthijs de Vries ‏         | 46                          |

| سبورت فلاندرين بالويس ‏ TFB | سبورت فلاندرين بالويس ‏ TFB | سبورت فلاندرين بالويس ‏ TFB |
| -------------------------- | -------------------------- | -------------------------- |
| م                          | عداء                       | مرتبة                      |
| 131                        | Kamiel Bonneu ‏             | 8                          |
| 132                        | Sander De Pestel ‏          | 33                         |
| 133                        | Milan Fretin ‏              | لم يكمل السباق-7           |
| 134                        | Elias Maris ‏               | 35                         |
| 135                        | Ward Vanhoof ‏              | لم يبدأ-2                  |
| 136                        | أليكس كولمان ‏              | لم يكمل السباق-8           |

| ترينيتي رود ريسينغ ‏ TRI | ترينيتي رود ريسينغ ‏ TRI  | ترينيتي رود ريسينغ ‏ TRI |
| ----------------------- | ------------------------ | ----------------------- |
| م                       | عداء                     | مرتبة                   |
| 141                     | Luke Lamperti ‏           | 40                      |
| 142                     | Bob Donaldson (cyclist) ‏ | 29                      |
| 143                     | Liam Johnston‏            | لم يكمل السباق-8        |
| 144                     | Paul Magnier ‏            | 20                      |
| 145                     | Oliver Rees‏              | 56                      |
| 146                     | Max Walker (cyclist) ‏    | 50                      |

| أونو-إكس موبيليتي ‏ UXT | أونو-إكس موبيليتي ‏ UXT   | أونو-إكس موبيليتي ‏ UXT |
| ---------------------- | ------------------------ | ---------------------- |
| م                      | عداء                     | مرتبة                  |
| 151                    | Stian Fredheim ‏          | 68                     |
| 152                    | Fredrik Dversnes ‏ (طريق) | 39                     |
| 153                    | Tord Gudmestad ‏          | 69                     |
| 154                    | توبياس هالاند يوهانسن    | 2                      |
| 155                    | راسموس تيلر              | 12                     |
| 156                    | Martin Urianstad ‏        | 21                     |

## التصنيف العام النهائي
| التصنيف العام         | التصنيف العام         | التصنيف العام               | التصنيف العام  | التصنيف العام |
| العداء                | العداء                | الفريق                      | الوقت          |               |
| --------------------- | --------------------- | --------------------------- | -------------- | ------------- |
| 1                     | فاوت فان آرت          | Jumbo-Visma                 | 28 س 43 د 57 ث |               |
| 2                     | توبياس هالاند يوهانسن | أونو اكس برو سايكلنج تيم ‏   | + 3 ث          |               |
| 3                     | داميان هاوسون         | Q36.5 Pro Cycling Team ‏     | + 3 ث          |               |
| 4                     | ماغنوس شيفيلد         | Ineos Grenadiers            | + 3 ث          |               |
| 5                     | مارك دونوفان          | Q36.5 Pro Cycling Team ‏     | + 23 ث         |               |
| 6                     | Zeb Kyffin ‏           | Saint Piran (cycling team) ‏ | + 23 ث         |               |
| 7                     | غريغور مولبرغر        | موفيستار                    | + 23 ث         |               |
| 8                     | Kamiel Bonneu ‏        | سبورت فلاندرين بالويس ‏      | + 23 ث         |               |
| 9                     | Nils Politt ‏          | بورا هانسغروه               | + 28 ث         |               |
| 10                    | كارلوس رودريغيز كانو  | Ineos Grenadiers            | + 28 ث         |               |
|                       |                       |                             |                |               |
| مصدر: ProCyclingStats |                       |                             |                |               |

### تصنيف النقاط
| تصنيف النقاط          | تصنيف النقاط         | تصنيف النقاط                                | تصنيف النقاط | تصنيف النقاط |
| العداء                | العداء               | الفريق                                      | النقاط       |              |
| --------------------- | -------------------- | ------------------------------------------- | ------------ | ------------ |
| 1                     | Olav Kooij ‏          | Jumbo-Visma                                 | 108 نقطة     |              |
| 2                     | داني فان بوبيل       | بورا هانسغروه                               | 94 نقطة      |              |
| 3                     | فاوت فان آرت         | Jumbo-Visma                                 | 79 نقطة      |              |
| 4                     | Ethan Vernon ‏        | فريق المملكة المتحدة لركوب الدراجات للرجال ‏ | 71 نقطة      |              |
| 5                     | Abram Stockman ‏      | Unibet Tietema Rockets ‏                     | 47 نقطة      |              |
| 6                     | Casper van Uden ‏     | Team DSM-Firmenich                          | 37 نقطة      |              |
| 7                     | راسموس تيلر          | أونو اكس برو سايكلنج تيم ‏                   | 31 نقطة      |              |
| 8                     | كارلوس رودريغيز كانو | Ineos Grenadiers                            | 25 نقطة      |              |
| 9                     | داميان هاوسون        | Q36.5 Pro Cycling Team ‏                     | 18 نقطة      |              |
| 10                    | James Fouché ‏        | بلاك سبوك برو سايكلنج ‏                      | 15 نقطة      |              |
|                       |                      |                                             |              |              |
| مصدر: ProCyclingStats |                      |                                             |              |              |

### تصنيف الجبال
| تصنيف الجبال          | تصنيف الجبال          | تصنيف الجبال                                | تصنيف الجبال | تصنيف الجبال |
| العداء                | العداء                | الفريق                                      | النقاط       |              |
| --------------------- | --------------------- | ------------------------------------------- | ------------ | ------------ |
| 1                     | James Fouché ‏         | بلاك سبوك برو سايكلنج ‏                      | 49 نقطة      |              |
| 2                     | كارلوس رودريغيز كانو  | Ineos Grenadiers                            | 30 نقطة      |              |
| 3                     | مارك دونوفان          | Q36.5 Pro Cycling Team ‏                     | 28 نقطة      |              |
| 4                     | فاوت فان آرت          | Jumbo-Visma                                 | 26 نقطة      |              |
| 5                     | ماغنوس شيفيلد         | Ineos Grenadiers                            | 25 نقطة      |              |
| 6                     | Abram Stockman ‏       | Unibet Tietema Rockets ‏                     | 22 نقطة      |              |
| 7                     | ستيفن وليامز          | فريق المملكة المتحدة لركوب الدراجات للرجال ‏ | 18 نقطة      |              |
| 8                     | Zeb Kyffin ‏           | Saint Piran (cycling team) ‏                 | 17 نقطة      |              |
| 9                     | Jack Rootkin-Gray ‏    | Saint Piran (cycling team) ‏                 | 15 نقطة      |              |
| 10                    | توبياس هالاند يوهانسن | أونو اكس برو سايكلنج تيم ‏                   | 15 نقطة      |              |
|                       |                       |                                             |              |              |
| مصدر: ProCyclingStats |                       |                                             |              |              |

## تصنيف الفرق

### الفرق حسب الوقت
| تصنيف الفرق حسب الوقت | تصنيف الفرق حسب الوقت          | تصنيف الفرق حسب الوقت | تصنيف الفرق حسب الوقت |
| الفريق                | الفريق                         | الوقت                 |                       |
| --------------------- | ------------------------------ | --------------------- | --------------------- |
| 1                     | Q36.5 Pro Cycling Team ‏        | 86 س 14 د 29 ث        |                       |
| 2                     | أونو اكس برو سايكلنج تيم 2023 ‏ | + 7 ث                 |                       |
| 3                     | Equipo Kern Pharma ‏            | + 1 د 21 ث            |                       |
| 4                     | Ineos Grenadiers               | + 2 د 03 ث            |                       |
| 5                     | بنجوال باوليز ساوكس دبليو بي ‏  | + 8 د 01 ث            |                       |
| 6                     | ترينيتي رود ريسينغ 2023 ‏       | + 9 د 38 ث            |                       |
| 7                     | Bora-Hansgrohe                 | + 11 د 21 ث           |                       |
| 8                     | Global 6 United ‏               | + 11 د 43 ث           |                       |
| 9                     | Saint Piran (cycling team) ‏    | + 12 د 03 ث           |                       |
| 10                    | سبورت فلاندرين بالويس ‏         | + 12 د 03 ث           |                       |
|                       |                                |                       |                       |
| مصدر: ProCyclingStats |                                |                       |                       |

## تصانيف فرعية

### تصنيف أفضل شاب
| تصنيف أفضل شاب        | تصنيف أفضل شاب           | تصنيف أفضل شاب              | تصنيف أفضل شاب | تصنيف أفضل شاب |
| العداء                | العداء                   | الفريق                      | الوقت          |                |
| --------------------- | ------------------------ | --------------------------- | -------------- | -------------- |
| 1                     | ماغنوس شيفيلد            | Ineos Grenadiers            | 28 س 44 د 00 ث |                |
| 2                     | كارلوس رودريغيز كانو     | Ineos Grenadiers            | + 25 ث         |                |
| 3                     | Igor Arrieta ‏            | Equipo Kern Pharma ‏         | + 1 د 37 ث     |                |
| 4                     | Paul Magnier ‏            | ترينيتي رود ريسينغ ‏         | + 1 د 48 ث     |                |
| 5                     | Casper van Uden ‏         | Team DSM-Firmenich          | + 5 د 19 ث     |                |
| 6                     | Bob Donaldson (cyclist) ‏ | ترينيتي رود ريسينغ ‏         | + 7 د 06 ث     |                |
| 7                     | Jack Rootkin-Gray ‏       | Saint Piran (cycling team) ‏ | + 7 د 06 ث     |                |
| 8                     | Luke Lamperti ‏           | ترينيتي رود ريسينغ ‏         | + 9 د 44 ث     |                |
| 9                     | Olav Kooij ‏              | Jumbo-Visma                 | + 13 د 54 ث    |                |
| 10                    | Evan Russell ‏            | Global 6 United ‏            | + 14 د 20 ث    |                |
|                       |                          |                             |                |                |
| مصدر: ProCyclingStats |                          |                             |                |                |

## وصلات خارجية
- الموقع الرسمي
- لمحة عن سباق طواف بريطانيا 2023 على موقع  ProCyclingStats   (برو  سايكلنج  ستاتس) - إحصاءات  محترفي  الدراجات.
- طواف بريطانيا 2023 على موقع إحصائيات الدراجات الإحترافية (الإنجليزية)